# Észak-Írország vasúti közlekedése
Az Ír-szigeten, kettéosztottságából adódóan, két vasúttársaság működik. Az Ír Köztársaságban a Iarnród Éireann, az észak-ír részen a Északír Vasutak (angolul Northern Ireland Railways, NIR). Észak-Írországban, a főváros, Belfast környéki elővárosi vonalakon kívül két fővonal található, az egyik Londonderrybe, a másik – a határon át – Dublinba.
A jelenlegi vasúthálózat mellékelt térképén láthatóak a teljesen üzemképes (piros színnel) vonalak, a csak teherforgalmat bonyolítók (feketével, 2022-ben nem volt ilyen) és forgalom elől elzárt, de potenciálisan könnyen visszaállítható vonalak (fekete szaggatott vonal). A térképen jelzett repülőterek egyikének sincs közvetlen vasúti kapcsolata. A kisforgalmú George Best Belfast City repülőtér repülőtér közeli Sydenham vasúti megálló sem dedikált reptéri megálló, bár alig pár száz méterre található a reptér főépületétől. A City of Derry repülőtérhez olyan közel halad el a vasút, hogy le- és felszálláskor a vonatközlekedésnek szünetelni kell, de nincs kapcsolat
Az Ír-szigeten a fővonalak elfogadott nyomtávolsága 1600 mm (5 láb 3 hüvelyk), amit szokás „ír nyomtávnak” is nevezni.

## Története

Az ír vasúthálózat térképe 1906-ban

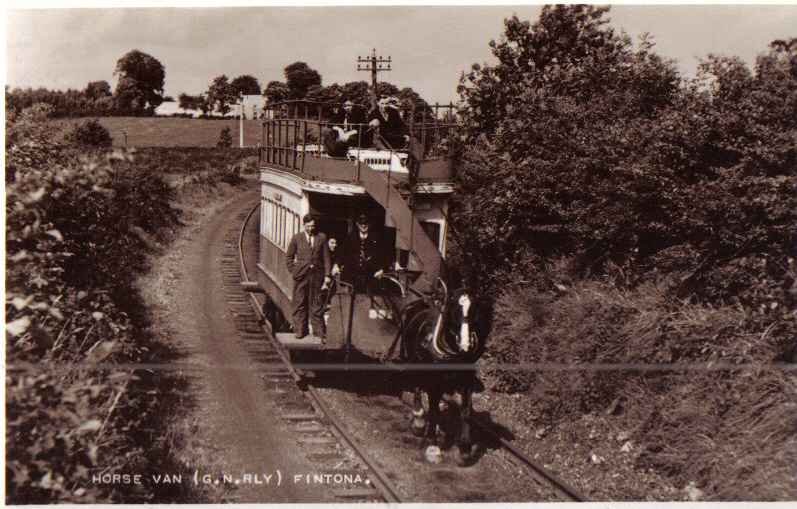
Fintona lovas villamos. Képeslap kb. 1930-ból

Az Észak-Ír vasút története – közös múltjuk miatt – az Ír-sziget vasúti története.
Noha Limerick és Waterford között már 1826-ban engedélyezték a vasutat, az első vasút csak 1834-ben épült meg. A Dublin and Kingstown Railway (D&KR) első vonala a dublini Westland Row és Kingstown (Dún Laoghaire) között jött létre, a hossza tíz kilométer volt. A helyi ellenállás miatt az első végállomás, Kingstown Harbour a West Pier (Nyugati móló) mellett volt. További három évbe telt, mire a vonal elérte a jelenlegi állomás helyét. A D&KR a világ első dedikált ingázó vasútja volt, 1834. október 9-én a Hibernia mozdony a vonal teljes hosszán végighaladt kocsijaival. A forgalom növekedését a kingstowni kikötő folyamatos bővülése biztosította. A vasút 1435 mm (4 láb 8½ hüvelyk) szabvány nyomtávra épült. Az építtető vállalkozó William Dargan volt, akit „az ír vasutak megalapítójának” neveznek, mivel számos fő útvonal létrehozásában vett részt.
Ezt követően számos vállalkozás tervezett, kivitelezett, épített vasutat, indított szolgáltatást. Több, mint harminc vállalkozás üzemeltetett vasutat a 20. század elején. A kiemelkedést, túlélést az egyesülés jelentette. A vasút üzemeltetést befolyásolta a A húsvéti felkelés, az az ír függetlenségi háború és az IRA megalapítása, majd 1921-ben az Ír Szabadállam  létrejötte és az azt követő Polgárháború. Az új határ szétszakította a vasúti hálózatot is.
Az első határon áthaladó vonal, amit bezártak, a Great Northern Railways  (GBR) üzemeltette Keady–Castleblayney vonal volt. 1957-ben zárták be a társaság szinte összes vonalát, beleértve Írország utolsó lóvasútját, a Fintona–Fintona Junction járatot. Ekkor szűnt meg az utolsó teljesen független társaság és az általa üzemeltetett pálya, a határokon átnyúló Sligo, Leitrim & Northern Counties Railway. Az utolsó bezárás 1965-ben a Portadown–Derry és Goraghwood–Warrenpoint vonalak megszüntetése volt, így Észak–Írország belső területe vasút nélkül marad. A vasút és vasúti-szolgáltatás folyamatos leépülése az ezredfordulóig tartott. Észak-Írország és Írország között egyetlen vasútvonal maradt meg: a Belfastot Dublinnal összekötő. A többi határon áthaladó vonal megszűnt, ami a határ menti térségek forgalmát is lecsökkentette annyira, hogy a járatok üzemeltetése veszteséges legyen, emiatt azokat is bezárják. Észak-Írország belső részein teljesen megszűnt a vonatközlekedés, az ezredfordulóra a legtöbb helyen a síneket is felszedték, a volt vasúti pálya helyét csak néhány híd és alagút jelzi. A vasúti szolgáltató cég ezalatt számos nevet használ, ismertebb az Ulster Transport Railways' és a Northern Ireland Railways, 1996-tól Translink a neve.
A vasút szemszögéből nézve a sziget megosztásának legfurább vesztese  a Donegal vasút. Az 1906-ban alapított vállalkozás hálózata 914 mm (3 láb) nyomtávjával is eltért a szigeten szabványos ír nyomtávtól, a megosztás során elveszítette kapcsolatát Londonderry-vel, Strabane-nal és Omagh-gal, önálló rendszerként viszont fenntarthatatlan volt, ezért 1960-ban megszűnt.
Az ezredfordulón erősödésnek induló ír gazdaság felismerte a vasút fontosságát és szisztematikus fejlesztésbe, felújításba fogott. Észak-Írország új kocsikat rendelt és újra nyitották a Bleach Green–Antrim vonalat.

### Az „ír nyomtáv”
Az első három vasút mind eltérő nyomtávú volt: a Dublin and Kingstown Railway 1435 mm (4 láb 8½nbsp;hüvelyk); az Ulster Railway 1880 mm (6 láb 2 hüvelyk) és a Dublin and Drogheda Railway 1575 mm (5 láb 2 hüvelyk). 1836-ban a Vasúti Bizottság azt javasolta, hogy Írországban a vasutakat építsék 1880 mm (6 láb 2 hüvelyk) nyomtávval. Az Ulster Railway eleve megfelelt az ajánlásnak, a Dublin and Drogheda Railway nem. Az Ulster Railway ezért további intézkedésekért lobbizott. Annak érdekében, hogy Dublin és Belfast azonos nyomtávval épüljön meg, az Egyesült Királyság parlamentje 1846-ban törvényt fogadott el. Ebben Írországban az 1600 mm-es (5 láb 3 hüvelyk) nyomtáv használatát rendelte el. Így az Ulster Railway vonalainak teljes átépítésére kényszerült, ám a törvényben, nem mellékesen az Ulster Railway-nek az új nyomtávra való áttérés költségeinek kompenzációját ígérte a parlament.
Így lett az Ír-szigeten a fővonalak elfogadott nyomtávolság 1600 mm (5 láb 3 hüvelyk), amit szokás „ír nyomtávnak” is nevezni. Ez a szokatlan nyomtáv egyébként csak Ausztrália Victoria államában, Új-Dél-Wales déli részén (a viktoriánus vasúthálózat részeként) és Dél-Ausztráliában (ahol F. W. Sheilds ír vasútmérnök vezette be), valamint Brazíliában található meg.

## Észak-Írország
A Northern Ireland Railways a következő vonalakon szolgáltat:

### Belfast–Londonderry

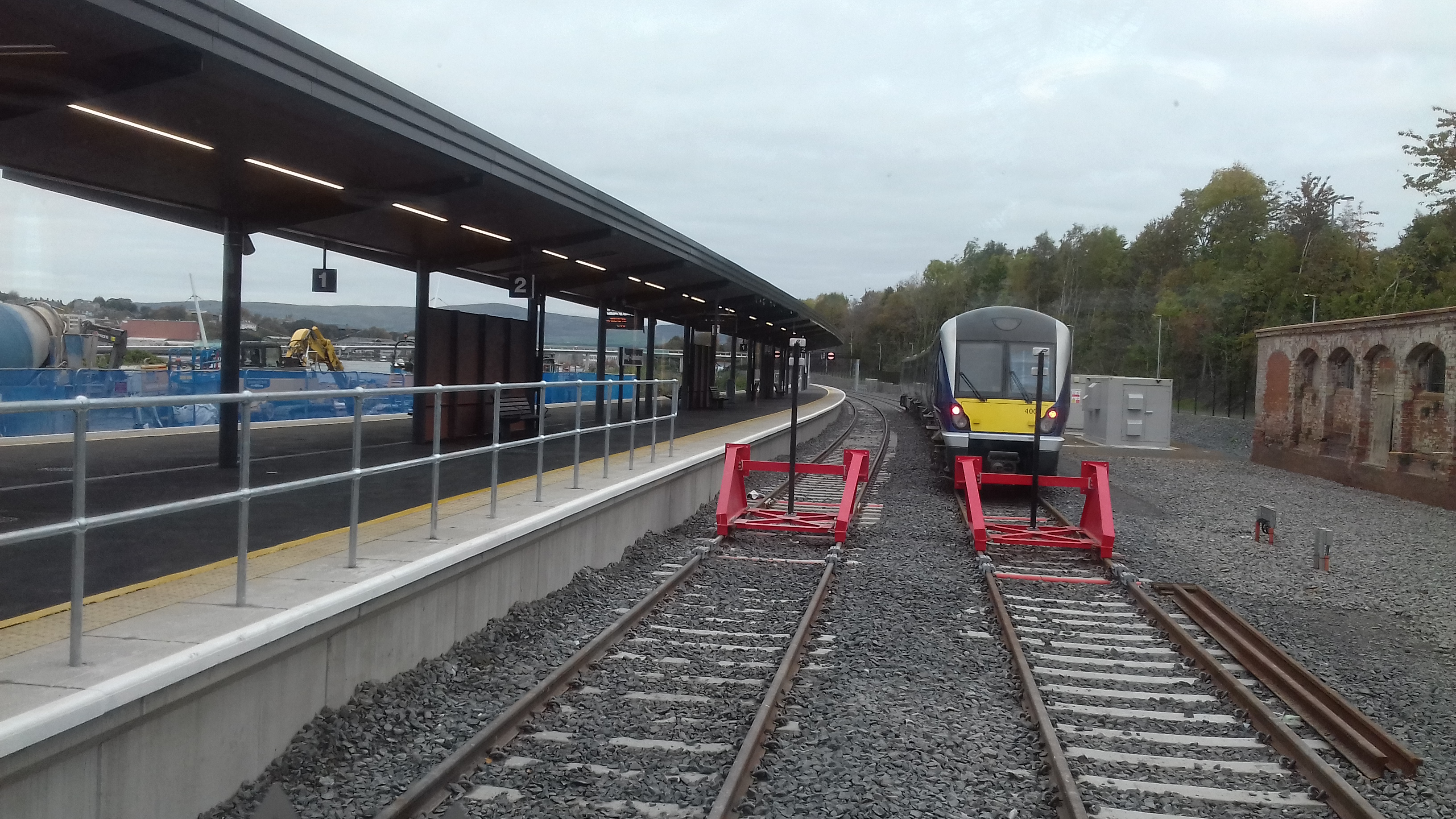
Derry. Az állomás épületének ablakán kinézve a peronokra és a pályára, 4000 class DMU az iparvágányon. A fénykép a felújítás után, a nyitás napján (2019. október 21.) készült

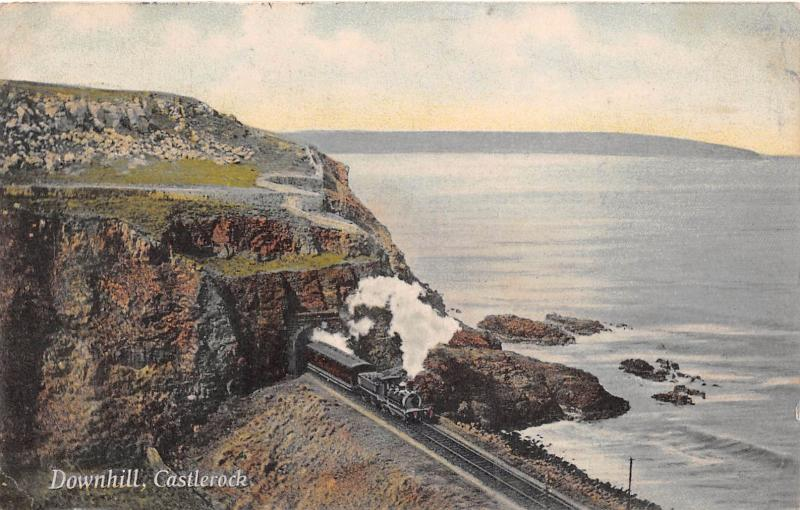
Downhill vasúti alagút. Képeslap 1905 körül

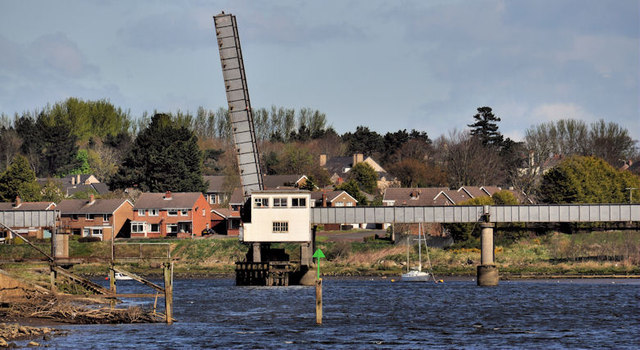
A Bann vasúti híd, Coleraine városnál (2012. április 4.)

A második legfontosabb vonal Észak-Írország két legnagyobb városát köti össze. Whiteabby megállóig együtt fut a Belfast–Larne vonallal, az elválásig két vágányos a szakasz, onnan egy. Antrim állomásnál csatlakozik a vonalhoz az üzemen kívüli Antrim–Lisburn vonal. Másik elágazás a vonalon a Coleraine–Portrush vonalé Coleraine-nél. A vonal hossza 149,9 km, a menetidő: 132 perc, 14 állomás, megállóhely (menetrend szerinti forgalom).
A Belfast-Londenderry szakasz két irányból épült, meglepő módon az építkezés hamarabb kezdődött meg Derry felől. A két rész szakasz Coleraine-nél találkozott.
Londonderry felől az 1845-ben alapított Londonderry & Coleraine Railway társaság építette a vonalat. A vonal legnagyobb műszaki kihívása a két Downhill alagút megépítése volt, amely 1846 júniusában kezdődött meg. Az alagutak robbantása 12 000 fős tömeget vonzott, a robbantásához 3 600 font puskaport használtak el. Amikor az alagút elkészült, az alagútban ötszáz fős bankettet tartottak. A 275 méteres hosszabbik alagút a leghosszabb vasúti alagút Írországban. A Londonderry és Limavady közötti vonalon az áruforgalom 1852. októberben, a személyforgalom pedig decemberben indult meg. A vonalon a munka Coleraine felé Limavadytól négy mérföldre, a Broharris Junctiontől folytatódott. Limavady fejállomássá lett, ezért a mozdonyt át kellett mozgatni a szerelvény másik végére.
Belfast felől is számos, rendszerint összeolvadó vasúttársaság vett részt a szakasz építésében Portrush-ig. Portrush kiépülő üdülőhelyként kívánt minél könnyebb elérhetőséget biztosítani az utazóknak, Coltraine "csak" útba esett. Az vonal első részt Belfast és Ballymena között a Belfast and Ballymena Railway nyitotta meg 1848. április 12-én. A Ballymenától Coleraine-ig és Portrushig tartó vonalat Ballymena, Ballymoney, Coleraine és Portrush Junction Railway építtette, 1855. december 4-én nyitották meg. A vonal építését az a William Dargan felügyelte, aki számos ír vasút vonalnál látott el hasonló feladatot. Mivel nem volt híd a Coleraine városát ketté szelő Bann folyó felett, az utasoknak és az áruknak át kellett szállniuk Coleraine-ban. 1860. november 19-én fából és vasból épült vasúti hidat nyitottak a Bann folyó felett. 1924-ben vasbeton szerkezetre cserélték konzolos középső résszel, amelyet megemeltek, hogy alatt a nagyobb hajók is áthaladhassanak.
A mára önálló vonalnak számító Colarine-Portrush vasúti kapcsolat 1855. december 4-én jött létre.

#### A legrövidebb ideig működő vasút
A Derry–Coleraine szakaszhoz két szárnyvonal épült.
A Limavady & Dungiven Railway Company 1883-ra tíz mérfölddel meghosszabbította a szárnyvonalat Limavadytól Dungivenig. A szárnyvonalat 1950-ben az utasok, 1955-ben az áruszállítás elől is bezárták.
Egy másik szárnyvonal története is jellemző az Ír-sziget vasúti fejlődésére. Az alig 7,5 km-es szakasz Magilligan kisvárostól Magiligan Pointig vezetett. A Magilligan Point a Foyle-folyó tenger-öböl szájánál található. A vasút építői azt remélték, hogy innen a szemközti partra kompjárat létesül, ez biztosítja a megfelelő forgalmat. A vonalat parlamenti jóváhagyás nélkül építették, 1855 júliusában nyitották meg, de veszteséges volt, ezért még ugyanabban az évben októberben, így lett ez a legrövidebb élettartamú személyvasút vonal az Ír-szigeten. Ironikus módon ma szezonális kompjárat működik Magilligan Point és Donegal (megye) között.

### Coleraine–Portrush

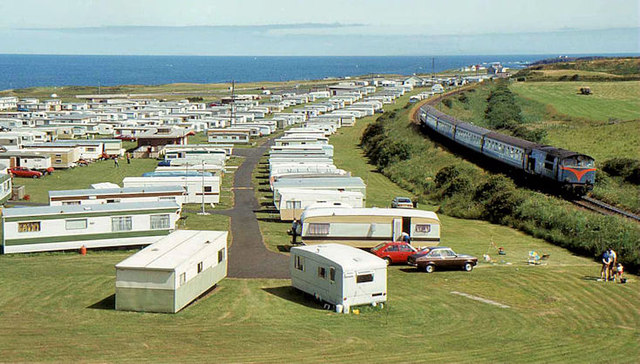
Vonat a Dhu Varren lakókocsi park közelében Portrushnál. (1983. július 16.)

### Coleraine–Portrush[35]
Ezt az alig 13 kilométeres szakaszt, amelyet 13 perc alatt tesz meg a vonat, leginkább a Belfastból érkező nyaralók használják. A vonalnak csak négy állomása van.
A ma önálló szakaszként élő, de inkább mellékvonalnak tűnő Coleraine–Portrush vonal eredetileg fővonal volt, amelyet a Portrush-ban épülő, kikapcsolódást és szórakozást kínáló szállodák kedvéért kezdtek építeni és Belfastig ért. A küldetést Ballymena, Ballymoney, Coleraine és Portrush Junction Railway oldotta meg, amely 1855. december 4-én nyitotta meg a teljes szakaszt a forgalom előtt. November 7-én az első vonat elhagyta a belfasti York Road állomást és megállás nélkül haladt Coleraine-be és onnan Portrushba.

### Belfast–Larne

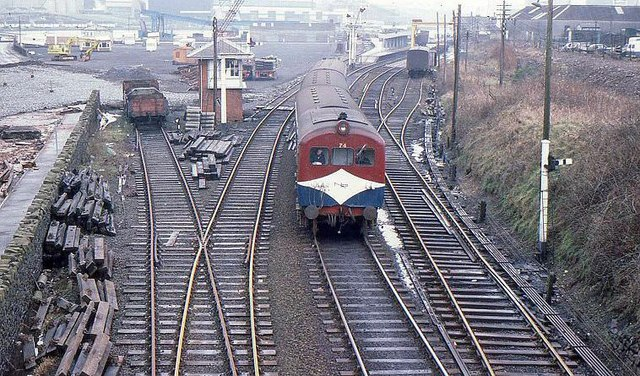
A kép 1980. február 2-án készült, Larne Harbourt mutatja. Ekkor alakítottak ki új rendezőterület a kikötő számára (bal felső/középső rész). Az állomás volt az egyetlen a NIR-nél, ahol ekkor szemafor jelzést használtak (kép jobb szélén). A képen látható vonat Belfast, York Road felé indul

A Belfast–Larne vonal ma Belfast elővárosi közlekedését szolgálja ki. A Belfasttól északra tartó szakasz jórészt a tengerparton halad. Hétköznap (2022-ben) a vonatok félóránként indulnak a belfasti Great Victoria Street fejállomás felől, a végállomás, félóránként váltakozva, Whitehead (durván félút) vagy Larne Harbour. Csúcsidőben extra járatok közlekednek a Whitehead előtti Carrickfergus-ig. Este, 20 óra után, a járatok óránként indulnak és végig mennek a vonalon. Szombaton és vasárnap csak a hétköznap csúcsidőben járó szerelvények nem közlekednek. A vonal hossza: 38,3 km, a menetidő: 62 perc, 18 állomás, megállóhely (menetrend szerinti forgalom).
A Belfast and Ballymena Railway 1848. április 12-én nyitotta meg a  A Belfast és Ballymena Railway egyvágányú ágat nyitott Carrickfergus Junction (ma: Greenisland) és Carrickfergus között. Naponta öt személyvonat közlekedett irányonként, áruszállítás nem történt. Egy másik társaság, a Carrickfergus and Larne Railway helyezi üzembe a Carrickfergus–Larne Harbour közötti vonalat 1862. október 1-én, ez a larne-i állomás átadásának időpontja is.

### Belfast–Bangor

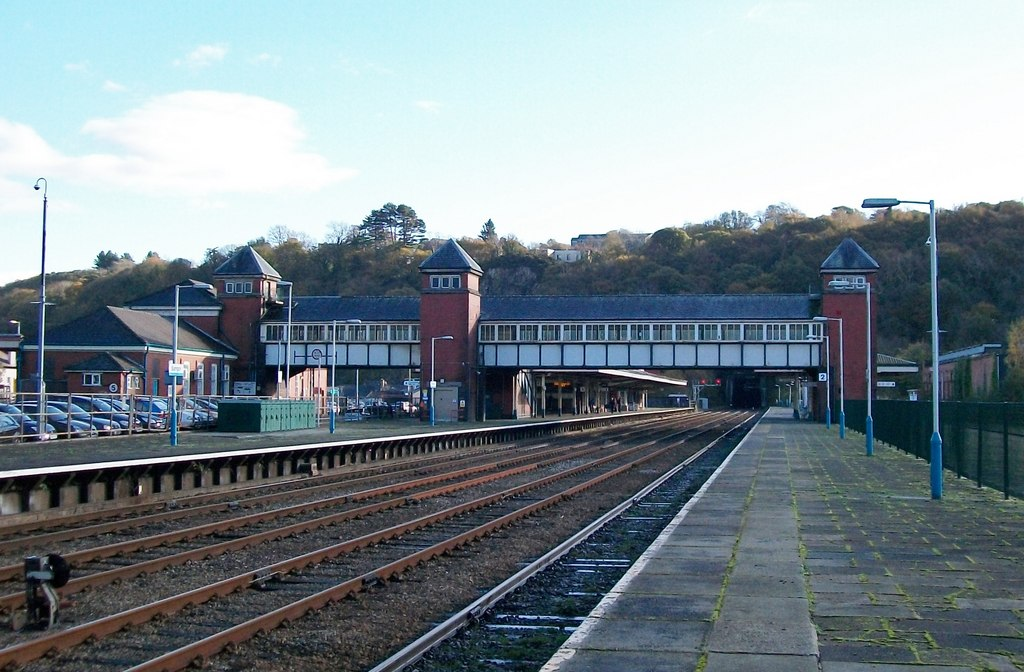
Bangor állomás nyugatról (2010. november 6.)

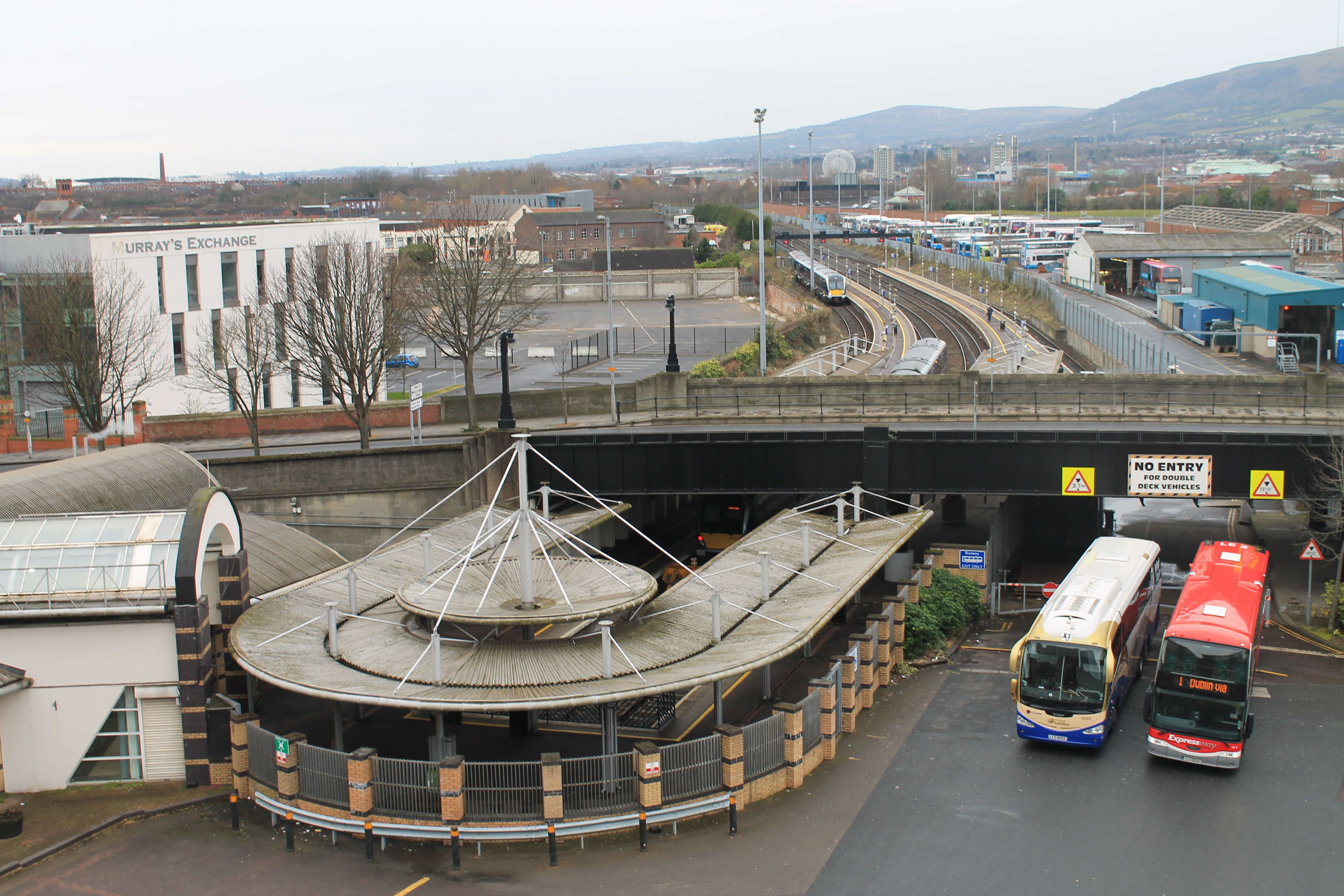
Great Victoria Street vasútállomás, Belfast (2016. március 12., 09:04:05)

A Bangortól Belfaston át egészen Newry-ig tartó vonalat menetrendi, kezelhetőségi okokból kér részre szokás választani, az egyik a bangori vonal, a másik a newry-i, amelyet gyakran portdown-inak is neveznek.
Az elővárosokat Belfasttal összekötő kétvágányos vonalon jellemzően félóránként követik egymást az utasszállító szerelvények. Csúcsidőben ennél gyakrabban is indulnak szerelvények, ám ezek nem mennek végig a Portadownig, hanem Belfastban a Great Victoria úti fejállomás a végállomásuk vagy induló pontjuk.
A Belfast and County Down Railway (BCDR) társaságot 1846. június 26-án jegyezték be. A vállalkozásnak parlamenti törvény biztosította a jogot, hogy a Donaghadee városba építendő vasútról Conlig-nál leágazva Bangort elérő vasútvonalat építsenek. 1861-ben a vállalat igazgatótanácsa a úgy döntött, hogy nem él a lehetőséggel, elvesztette az engedélyt. 1865-ben a Belfast, Holywood és Bangor Railway (BHBR) meggyőzte a Parlamentet és az érintett földtulajdonosokat, hogy Bangort ne a fenti terv szerint érje el a vasút, hanem folytassák a Belfast–Holywood 1848. augusztus 2-án átadott vonalát (építette: BCDR) tovább, a Belfast előtti öböl partja mentén Bangor felé.
A BHBR, a szokásoknak megfelelően, külön állomást épített Holywoodban. A vonalat 1865 májusában nyitották meg a forgalom előtt. 1859-től a BCDR egyre aggasztóbb pénzügyi problémákkal küszködött, és e problémák enyhítése érdekében eladta a Belfast-Holywood vonalszakaszt a BHBR-nek. A BCDR megkövetelte a BHBR-től, hogy építsen egy külön állomást a Queen's Quay-nél. A BHBR sem volt sikeres, hogy megszabaduljon súlyos adósságaitól, 1874-ben bérbe adta vonalát Down megyének. 1884-ben egy parlamenti törvény a BHBR összes vagyonát a Down megyére ruházta. Holywood két állomását egybenyitották, mivel egymás mellett álltak.

### Belfast–Newry

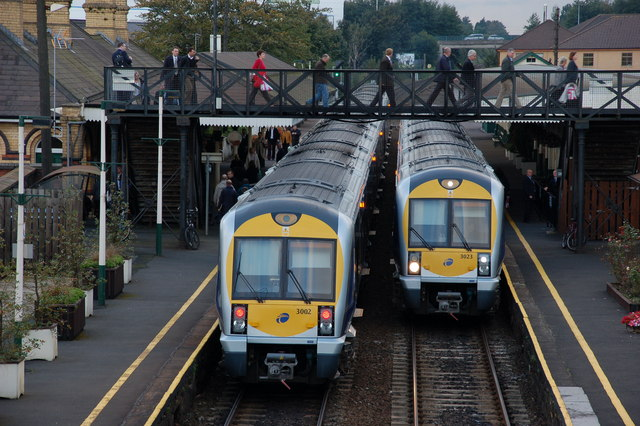
Lisburn állomás a Magheralave Road hídról nézve. A bal oldali vonat a Belfast Central-Newry, a jobb oldali a Lisburn-Belfast járat (2006. október 4.)

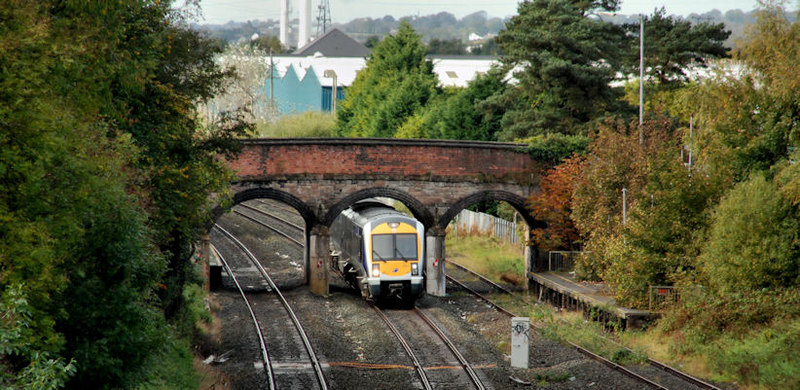
Belfast–Newry vonal Lisburn-nél a Ballinderry Road hídja alatt. A harmadik vágány a jelenleg használaton kívüli Lisburn–Antrim vonal része

A portadowni ágon a járatok végpontja lehet Lisburn, Portadown vagy Newry, amely névadó Portadown után található a vonalon. Ez a szakasz a Belfast–Dublin két vágányos vonal része, Newry a határ előtti utolsó megállóhely. Lisburn állomásnál csatlakozik a vonalhoz az üzemen kívüli Antrim–Lisburn vonal. A Belfast-Portdown szakasz 48,8 km, a menetidő 70 perc, 12 állomás, megállóhely (menetrend szerinti forgalom). Portadownban és Newryban az elővárosi járatokon kívül a Belfast–Dublin InterCity vonatok is megállnak általában.
Az Ulster Railway-t 1836-ban alapították az Egyesült Királyság parlamentjének törvénye alapján. Az első vasút vonal építését  1837. márciusában kezdték meg a belfasti Great Victoria Street és Armagh között. Az első 13 kilométeres szakaszt Lisburnig 1839. augusztusában nyitották meg, az első napon az Ulster Railway háromezer utast szállított. A vonalat fokozatosan bővítették, a vonat 1841. november 18-án futott be először Lurganba. 1842. január 31-én Portadown külvárosában, Seagoe-ban egy ideiglenes végállomást nyitottak, mert a puha talaj miatt csak 1842. szeptember 12-ére készült el az új állomás a Watson Streeten.
Portadown városnál a vasútnak át kellett haladnia a Bann folyó felett, a híd csak 1848-ban készült el, a vonatok ekkortól közlekedtek Armagh-ig, de a newry-i ágnak is szüksége volt a hídra. A Newry felé tartó vonal csak 1852-ben, a Bessbrook-i viadukt elkészültével készült el. A vonal Scarva és 
Poyntzpass állomásokon áthaladva érnek Newry-ba, pontosabban Newry nyugati széléhez. Newry belvárosába az Armagh felől érkező vasút vezetett, amely Goragh Woodnál keresztezve a Portadown–Newry vasutat.

### Lisburn–Antrim
A Lisburn–Antrim vonal 32 km hosszú. A Belfast–Newry vonalon lévő Knockmore Junction átszállóhelyet köti össze a Belfast–Derry vonalon található Antrimmal. 2003 óta le van zárva a személyszállítás elől. Az útvonalat továbbra is karbantartják, személyzet képzésére, vonatok elterelésére használják. Időről-időre felmerül a vonal újranyitása, esetleg egy Belfast–Lisburn–Antrim–Belfast körkörös útvonal létrehozásával. Mivel a vonal a Belfast nemzetközi repülőtér mellett halad el, így egy állomás létesítésével átszálló pont lenne létrehozható.

### Portadown–Dungannon–Omagh[66]–Londonderry
A vonalat 1855-ben kezdték építeni, és 1958-ban rendelték el a bezárását, több helyen a síneket is felszedték, a pálya helyét is más célra használták fel. Lehetséges a vasútvonal részbeni feltámada. 2013 januárjában Észak-Írország Regionális Fejlesztési Minisztériuma közzétett egy nyilvános konzultációs dokumentumot, amelyben a becslések szerint 187 millió GBP összegű újbóli megnyitását javasolta. 2014 májusában a regionális fejlesztési miniszter kiadta a vasúti beruházások prioritási stratégiáját a 2015–2035-ös időszakra, amely vasúti újranyitásokat javasol, beleértve a Dungannon – Portadownt is.

## Két ország között
Belfast–Dublin

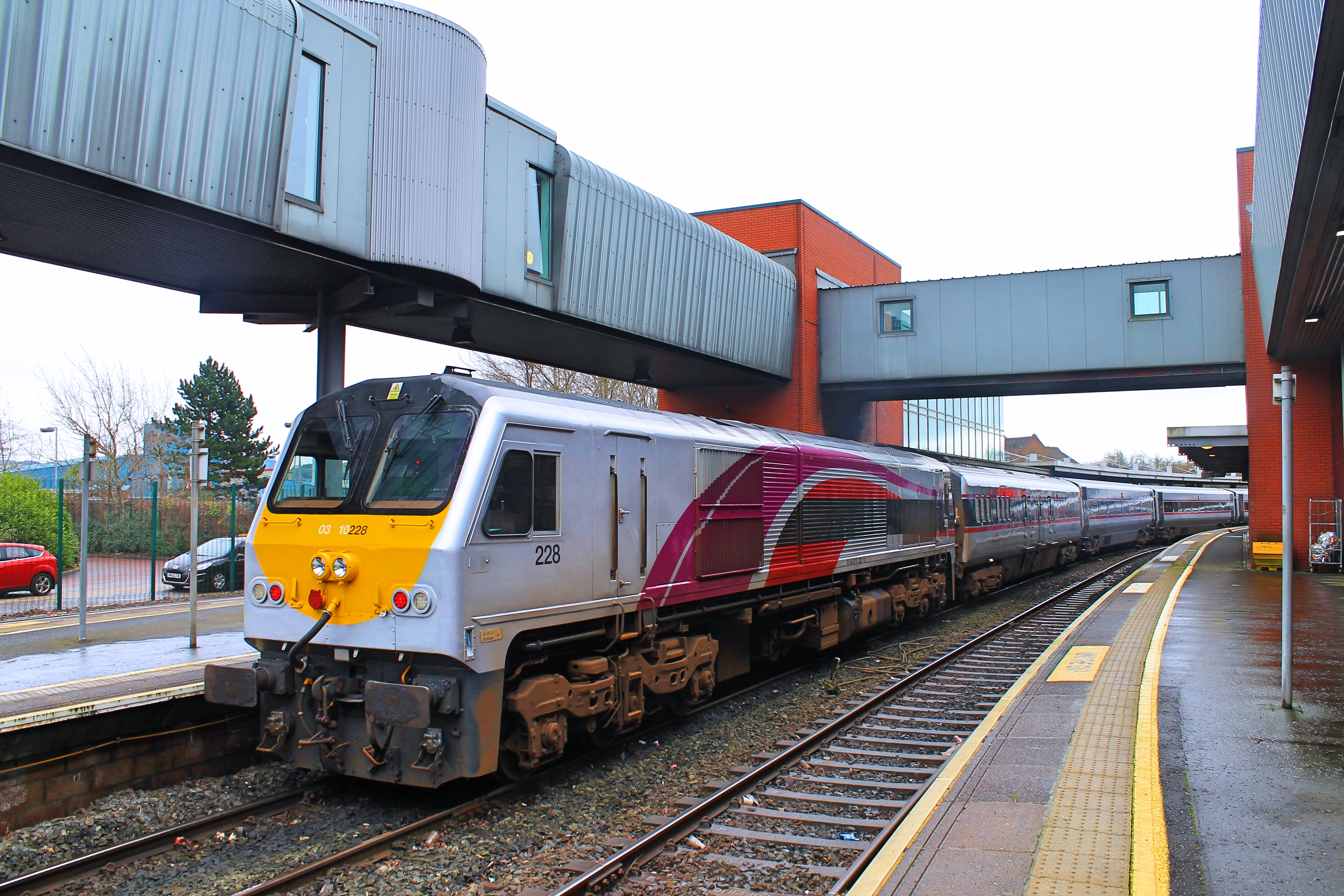
Az Enterprise (Dublin–Belfast Intercity) 228. számú 201 Class mozdonya Belfastban

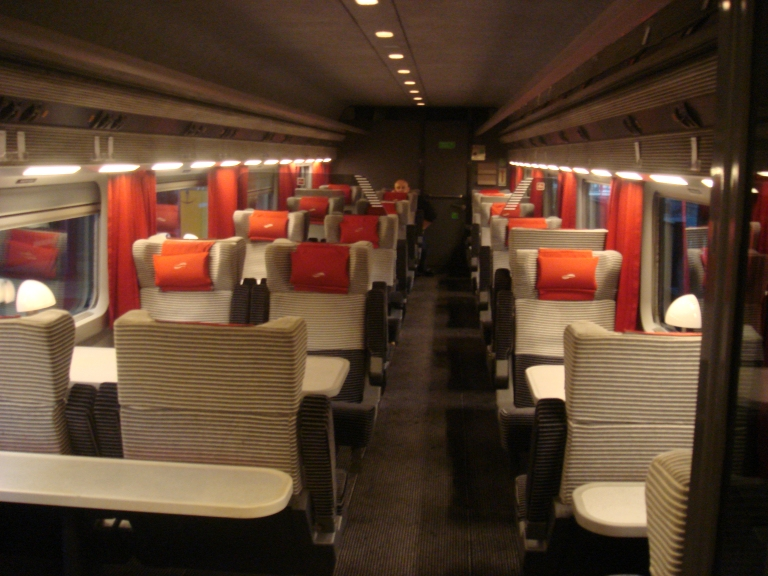
Az első osztályú kocsi belseje

Az Egyesült Királyság parlamentjének 1836-os törvénye engedélyével az Ulster Railway 1837 márciusában kezdte meg a Belfast Great Victoria Street és Lisburn közötti vonal első 13 kilométeres szakaszának építését, amelyet 1839 augusztusában fejezték be 107 000 font költséggel. Annak érdekében, hogy Dublin és Belfast nyomtávolság nélkül kapcsolódjon össze, az Egyesült Királyság parlamentje 1846-ban törvényt fogadott el, amely 1600 mm (5 láb 3 hüvelyk) kompromisszumos nyomtávot fogadott el Írország számára, az Ulster Railway felszedte és újra fektette a vágányokat. A vonalat fokozatosan bővítették, 1842-ben érték el Portadownt.
A Dublin and Drogheda Railway (D&D) volt a harmadik személyvonatokat üzemeltető vasúttársaság Írországban. A D&D 1836. augusztus 13-án megkapta a királyi hozzájárulást a Dublin és Drogheda közötti 51,1 km hosszú vasútvonal megépítéséhez. A vonal megnyitása 1844. május 24-én történt.
Végül a két városból kiágazó vonalakat, a Portadown és Drogheda közti szakaszt, a Dublin és Belfast Junction Railway építette meg, 1853-ra készült el. Az így összekapcsolódó vasút vonalak adták ki a Dublin-Belfast útvonalat. A vonal akkor vált üzemképessé, amikor 1855. április 5-én az első vonat áthaladt a Boyne-viadukton.
A Belfast–Dublin vonal a fő– és legforgalmasabb vasúti útvonal az Ír-szigeten. Ez az egyetlen vasútvonal, amely keresztezi az Ír Köztársaság és az Egyesült Királyság határát, a Iarnród Éireann (IE) és a NI Railways (NIR) közösen üzemelteti. A vonal végállomásai: Dublin, Connolly és Belfast, Lanyon Place. Hétköznap nyolc, szombaton hét, vasárnap öt vonatpár közlekedik a két város között, a menetidő 135-140 perc, a megtett út 198 km. Hétköznap még egy járat van Dublin felől, de az csak Newry-ig, az első északír megállóig közlekedik. A menetrendekben Enterprise megnevezést használnak erre a viszonylatra. Az InterCity-nek is nevezett járatok Dublin után csak Drogheda, Dundalk állomásokon állnak meg Írországban és Newry és Portadown állomásokon Észak-Írországban.
Az Ír kormány készített tervet a vonal korszerűsítésére, amelyen akár 500 km/h sebességgel haladnának a szerelvények.

## Statisztikai adatok[77]
|                                 | 2016/17 | 2017/18 | 2018/19 | 2019/201 | 2020/212 |
| ------------------------------- | ------- | ------- | ------- | -------- | -------- |
| Vasútpálya hossza (km)          | 340     | 340     | 340     | 340      | 340      |
| Mozdonyok száma                 | 2       | 2       | 2       | 2        | 2        |
| Személyszállító kocsik száma    | 143     | 143     | 143     | 143      | 143      |
| Állomások száma                 | 22      | 22      | 22      | 22       | 22       |
| Alkalmazottak száma             | 911     | 942     | 990     | 1005     | 992      |
| Utazások száma (millió)         | 14,2    | 15,0    | 15,8    | 15,1     | 3,3      |
| Utazások össztávolsága (millió) | 453,4   | 482,5   | 506,6   | 482,8    | 87,1     |
| Jegyárbevétel (millió font)     | 46,9    | 49,5    | 54,9    | 51,1     | 12,3     |

1 A statisztika az nyitó év márciusának végétől a következő év márciusának végig tart. A 2019–2020-as oszlopban már érezhető a Covid19 hatása.
2 Az utazási adatokat a Covid19 erősen befolyásolta.